# Smells Like Teen Spirit
Smells Like Teen Spirit ist ein Song der US-amerikanischen Rockband Nirvana, der im September 1991 veröffentlicht wurde. Er ist die erste Singleauskopplung ihres Albums Nevermind und gilt als der Titel, der Grunge im Allgemeinen und Nirvana im Speziellen zum Durchbruch verhalf.

## Titel
Kurt Cobain hatte die Idee zum Titel des Songs, nachdem die befreundete Bikini-Kill-Sängerin Kathleen Hanna mit einer Spraydose „Kurt smells like teen spirit“ an die Wand von Cobains Schlafzimmer geschrieben hatte. Während Cobain zunächst eine tiefere Bedeutung in dem Geschriebenen vermutete, bezog sich Hanna auf das Deodorant Teen Spirit (von Colgate-Palmolive), das Cobains damalige Freundin Tobi Vail, Schlagzeugerin von Bikini Kill, benutzte.
Von der Existenz des Deodorants erfuhr Cobain nach eigenen Angaben erst Monate nach der Veröffentlichung des Songs. Colgate nutzte das Lied als Werbung in eigener Sache und kreierte den Werbespruch „Do you smell like Teen Spirit?“

## Struktur
Der Song beginnt mit dem unverzerrt gespielten, in F-Moll gehaltenen Hauptriff, in dem sich Powerchords in der Folge F5, B5, A♭5 und D♭5 mit Dead Notes abwechseln. Dasselbe Riff wird anschließend verzerrt wiederholt, bevor es in die erste Strophe geht. Dort spielt Cobain parallel zu seinem Gesang unverzerrt, wobei er lediglich zwei Töne spielt, alle zwei Zeilen wiederholt. Parallel spielt Novoselić auf dem E-Bass die Grundtöne der Akkordfolge des Hauptriffes weiter. Gegen Ende der Strophe wiederholt Cobain viermal die Zeile Hello, hello, hello, how low, während die beiden Cleantöne häufiger gespielt werden. Anschließend folgt der verzerrte Refrain, in dem das Hauptriff wiederholt wird.
Am Ende des zweiten Refrains folgt ein einfach gehaltenes, mit Verzerrung und Choruseffekt gespieltes 16-taktiges Solo, das die Gesangslinie der Strophe imitiert und mit einem gehaltenen F endet, das in die letzte Strophe übergeht und in einen Feedbackton umschlägt. Im letzten Refrain wiederholt Cobain insgesamt 8-mal die Worte A denial, bevor das Lied mit einem gehaltenen F5 und einem 9ten „denial“ endet.

## Musikvideo
Das Musikvideo wurde unter der Regie Samuel Bayers gedreht. Als Inspirationsquelle diente der Coming-of-Age-Film Over The Edge von Regisseur Jonathan Kaplan aus dem Jahre 1979, der sich mit dem Thema Jugendrebellion beschäftigt. Das Musikvideo zeigt die Gruppe in einer Schulturnhalle musizierend, während tätowierte Cheerleader in schwarzen Kleidern mit aufgedrucktem „Anarchismus-A“ tanzen. Cobain hatte sich zum Teil selbst ausgedacht, was in dem Video vorkommen sollte. Er hatte viele eigene Vorstellungen dazu, die auch verwirklicht wurden (z. B. die Cheerleader mit Anarchiezeichen), wie in seinem Tagebuch nachgelesen werden kann.
Das Video war sehr erfolgreich und ist das meistgespielte Musikvideo auf MTV. Die Gitarre, die Kurt Cobain im Musikvideo spielt (eine 1969er Fender Mustang Competition Lake Placid), wurde 2022 für 4,5 Millionen US-Dollar versteigert.

## Rezeption
Das Musikvideo wurde 1992 mit zwei MTV Video Music Awards ausgezeichnet („Best Alternative Music Video“ und „Best New Artist Video“), wobei auf dem Award „Smells Like Team Spirit“ anstelle von „Smells Like Teen Spirit“ eingraviert wurde. Außerdem wurde das Lied bei den Grammy Awards 1993 in den Kategorien „Best Rock Song (Songwriter)“ und „Best Hard Rock Performance“ nominiert, unterlag jedoch Layla von Eric Clapton bzw. Give It Away von den Red Hot Chili Peppers.
Das Musikmagazin Rolling Stone wählte das Lied 2004 zum neuntbesten „aller Zeiten“, dazu wurde das Gitarrensolo vom Magazin Guitar World auf Platz 26 der besten Soli gewählt. Das Video ist das meistgespielte auf MTV Europe. Vom Q Magazine wurde Smells Like Teen Spirit zum drittbesten Lied „aller Zeiten“ gewählt. 2009 wurde der Song in Australien zum besten Nummer-1-Hit „aller Zeiten“ gewählt.

## Kommerzieller Erfolg

### Chartplatzierungen
Smells Like Teen Spirit stieg am 6. Januar 1992 auf Platz 97 in die deutschen Charts ein und erreichte vier Wochen später mit Rang 2 die Höchstposition, auf der es sich vier Wochen lang hielt. Insgesamt konnte sich der Song 27 Wochen in den Top 100 halten. In anderen Ländern erreichte es den ersten Platz der Hitparade, darunter Frankreich, Neuseeland und Belgien.
| ChartsChartplatzierungen       | Höchstplatzierung | Wochen |
| ------------------------------ | ----------------- | ------ |
| Deutschland (GfK)              | 2 (27 Wo.)        | 27     |
| Österreich (Ö3)                | 8 (12 Wo.)        | 12     |
| Schweiz (IFPI)                 | 6 (16 Wo.)        | 16     |
| Vereinigte Staaten (Billboard) | 7 (16 Wo.)        | 16     |
| Vereinigtes Königreich (OCC)   | 6 (20 Wo.)        | 20     |

| ChartsJahrescharts (1992)      | Platzierung |
| ------------------------------ | ----------- |
| Deutschland (GfK)              | 17          |
| Vereinigte Staaten (Billboard) | 32          |

### Auszeichnungen für Musikverkäufe
Smells Like Teen Spirit wurde im Jahr 1992 für über eine Million verkaufte Einheiten in den Vereinigten Staaten mit einer Platin-Schallplatte ausgezeichnet. Die Downloadversion erhielt zudem für mehr als zehn Millionen Verkäufe eine Diamant-Schallplatte im Jahr 2024. Im Vereinigten Königreich bekam das Lied im Jahr 2025 für mehr als drei Millionen verkaufte Exemplare eine fünffache Platin-Schallplatte. In Deutschland erreichte Smells Like Teen Spirit im Januar 2025 Doppelplatin-Status für mehr als 1,2 Millionen verkaufte Einheiten. Es zählt damit nicht nur zu den meistverkauften Rocksongs, sondern im Allgemeinen zu den meistverkauften Singles des Landes.
| Land/Region                  | Auszeichnungen für Musikverkäufe (Land/Region, Auszeichnung, Verkäufe) | Verkäufe   |
| ---------------------------- | ---------------------------------------------------------------------- | ---------- |
| Australien (ARIA)            | 12× Platin                                                             | 840.000    |
| Brasilien (PMB)              | 2× Platin                                                              | 120.000    |
| Dänemark (IFPI)              | 3× Platin                                                              | 270.000    |
| Deutschland (BVMI)           | 2× Platin                                                              | 1.200.000  |
| Griechenland (IFPI)          | Platin                                                                 | 20.000     |
| Italien (FIMI)               | 3× Platin                                                              | 300.000    |
| Kanada (MC)                  | 8× Platin                                                              | 640.000    |
| Neuseeland (RMNZ)            | 7× Platin                                                              | 210.000    |
| Portugal (AFP)               | 3× Platin                                                              | 30.000     |
| Spanien (Promusicae)         | 3× Platin                                                              | 180.000    |
| Vereinigte Staaten (RIAA)    | Platin (Physisch) · + Diamant (Digital)                                | 11.000.000 |
| Vereinigtes Königreich (BPI) | 5× Platin                                                              | 3.000.000  |
| Insgesamt                    | 50× Platin · 1× Diamant ·                                              | 17.810.000 |

Hauptartikel: Nirvana/Auszeichnungen für Musikverkäufe

## Coverversionen (Auswahl)
- 386 DX auf „The Best Of“ (2000)[28]
- Abigail (1994)[29]
- Allison Crowe (als „non-album track“)[30]
- annamateur und Außensaiter auf „Walgesänge“ (2009)[31]
- Avril Lavigne (2004)[32]
- David Garrett (2010)[33]
- Casper (2009)[34]
- Distain! (1996)[35]
- Erdmöbel „Riecht wie Teen Spirit“ auf „No. 1 Hits“ (2007)[36]
- J.B.O. als „Ejaculatio Praecox“ auf „Explizite Lyrik“ (1995)[37]
- Limp Bizkit[38]
- Malia J (2015) & 2021 als Titelsong des Films Black Widow
- maybebop (2005)[39]
- Melvins (2000)[2]
- Metallica (1992)[40]
- Miley Cyrus (2011)[41]
- Patti Smith (2007)[2]
- Paul Anka (2005)[34]
- Pearl Jam[42]
- Richard Cheese (2002)[43]
- Scala & Kolacny Brothers (2006)[44]
- Tarja Turunen[45]
- The Bad Plus (2001)[46]
- The Flying Pickets auf „The Original Flying Pickets: Volume 1“ (1994)[47]
- The Moog Cookbook (1995)[48]
- The Ukulele Orchestra of Great Britain (2007)[49]
- Tony D „Totalschaden“ (2007)[50]
- Tori Amos (1992)[51]
- Weird Al Yankovic „Smells Like Nirvana“ (1992)[6]

## Parodien
Die bekannteste Parodie ist der Titel „Smells Like Nirvana“ des Komikers Weird Al Yankovic. Yankovic, der u. a. schon erfolgreich Michael-Jackson-Hits wie Beat It und Bad (wurden zu „Eat It“ und „Fat“) veralbert hatte, fragte bei Nirvana an, ob er sich an ihrem Hit ausprobieren dürfe. Nachdem er grünes Licht bekommen hatte, schrieb er einen Text, in dem er den Nihilismus und den kaum verständlichen Text des Originals auf die Schippe nahm. Das Video ist eine frame-by-frame-Parodie, in der u. a. die Achselhaare der Cheerleader gezeigt werden, das Publikum beim Moshing slapstickartig Gliedmaßen einbüßt und in der Turnhalle tatsächlich Basketball gespielt wird.
Yankovics Parodie erreichte Platz 35 der US-Charts. Die Reaktion der Band war sehr positiv. Kurt Cobain bezeichnete das Werk als „eines der witzigsten Dinge, die er jemals sah“ („I laughed my butt off. I thought it was one of the funniest things I ever saw“. Übersetzung: „Ich habe mir den Arsch abgelacht. Das gehört zu den komischsten Sachen, die ich je gesehen habe.“) Krist Novoselić sah den Erfolg der Parodie als Beweis, dass sich die Band etabliert hatte.
Im deutschsprachigen Raum gibt es noch eine Parodie von J.B.O. mit dem Titel Ejaculatio Praecox.